# Caverne
Pour les articles homonymes, voir Caverne (homonymie).
 (mars 2017).
Si vous disposez d'ouvrages ou d'articles de référence ou si vous connaissez des sites web de qualité traitant du thème abordé ici, merci de compléter l'article en donnant les références utiles à sa vérifiabilité et en les liant à la section « Notes et références ».

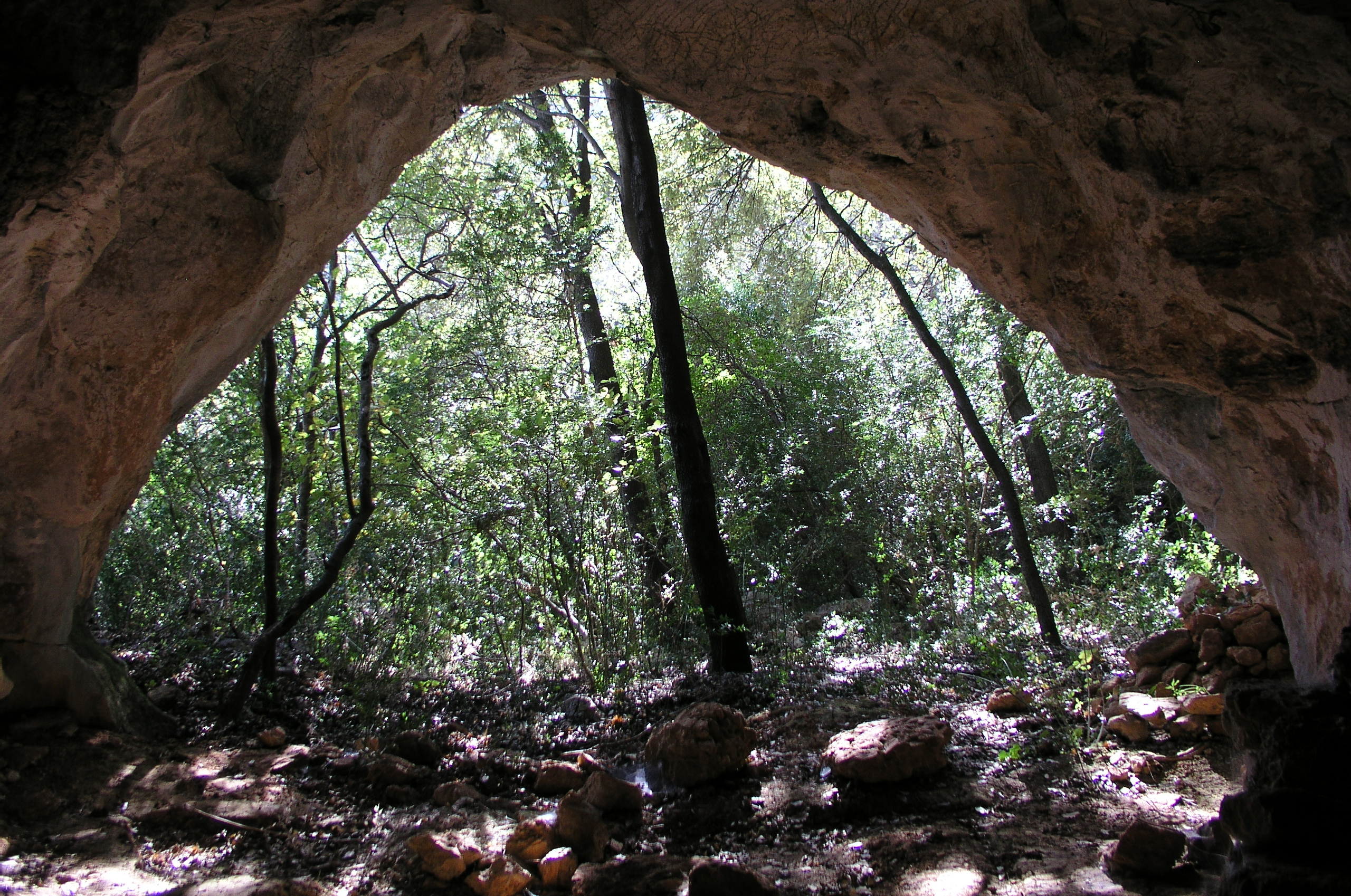
Entrée de la grotte du Cayla, Pégairolles-de-Buèges, Hérault, France.

Une caverne désigne au sens propre une cavité souterraine, généralement d'origine naturelle mais ayant souvent une utilisation ou un symbolisme anthropique (homme des cavernes, allégorie de la caverne, caverne d'Ali Baba, caverne de brigands...) ou animal (antre, terrier,..).
Les cavernes sont une catégorie des grottes.

## Étymologie
Le mot « caverne » provient du latin caverna, qui signifie cavité, ouverture. 

## Cavernes remarquables

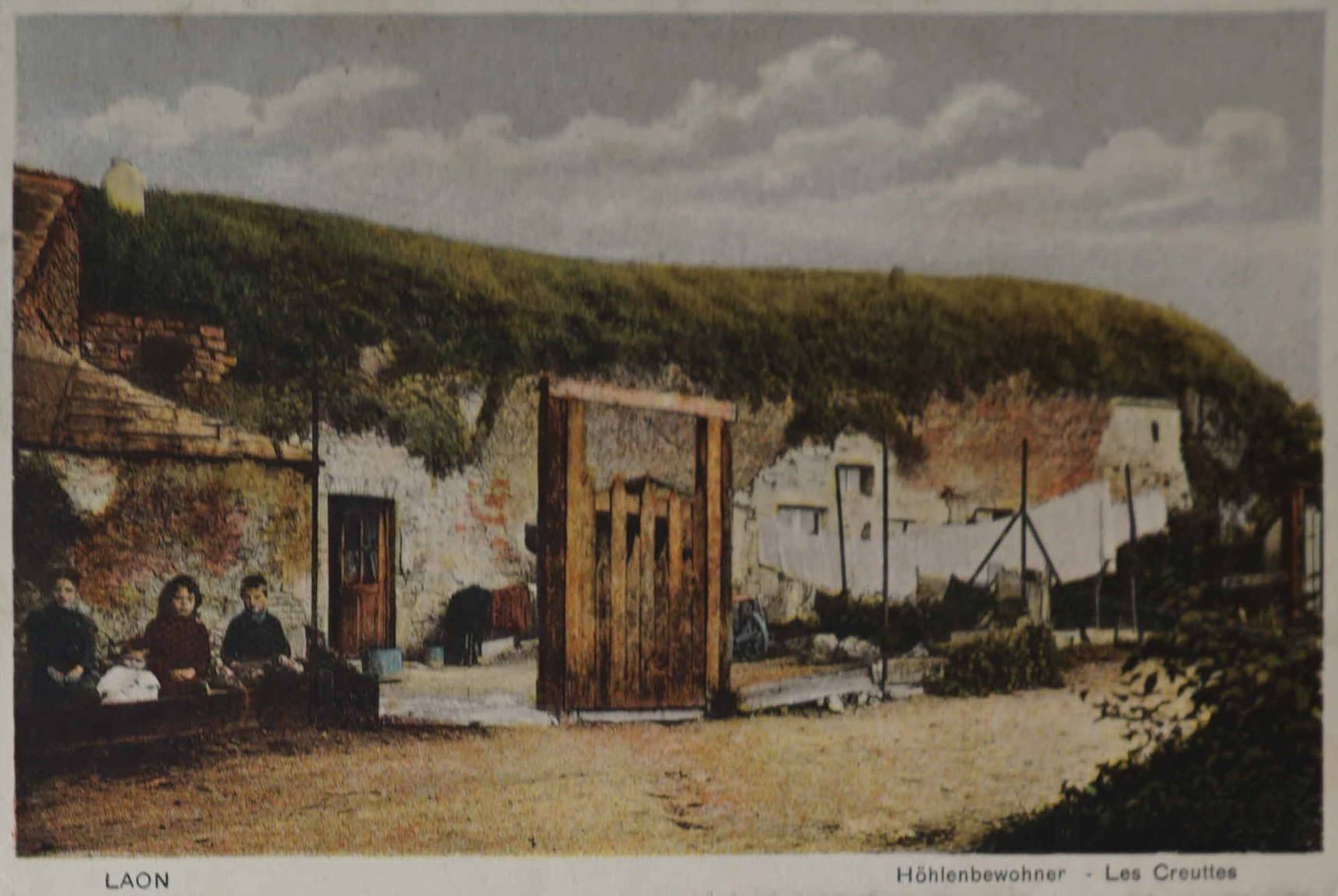
Creütes de Laon.

- Cavernes de Douna, site naturel du Burkina Faso ;
- Creütes de Laon servant tant à l'exploitation des pierres, du sable et de l'argile qu'à l'habitation.  [En quoi ?] [source insuffisante]

## Représentations culturelles

### Philosophie
L'allégorie de la caverne est une allégorie exposée par Platon dans le Livre VII de La République. Elle met en scène des hommes enchaînés et immobilisés dans une demeure souterraine qui tournent le dos à l'entrée et ne voient que leurs ombres et celles projetées d'objets au loin derrière eux. Elle expose en termes imagés les conditions d'accession de l'homme à la connaissance de la réalité, ainsi que la non moins difficile transmission de cette connaissance.

### Islam
Al-Kahf (arabe : سورة الكهف, français : « La caverne ») est le nom traditionnellement donné à la 18e sourate du Coran, le livre sacré de l'Islam. Elle comporte 110 versets. Rédigée en arabe comme l'ensemble de l'œuvre religieuse, elle fut proclamée durant la période mecquoise.

### Chronologie sacrée
Le livre du Combat d'Adam et Ève mentionne que les premiers humains vivaient dans une grotte située en haut d'une montagne, dénommée 'la caverne des trésors', (latin) spelunca thesaurorum, qui se trouvait à l'ouest du Jardin d'Éden après leur expulsion. Cette caverne est aussi mentionnée aux livres (anglais) The Cave of Treasures (British Museum Mss 25875), publié en langue syriaque par st-Ephrem et traduit par Wallis Budge 1927, et The Book of the Rolls - Kitab al-Magall, publié par st-Clément, disciple de l'apôtre st-Pierre, Simon Cephas.

### Bouddhisme
Les religions du sous-continent indien, comme le bouddhisme, utilisent depuis l'Antiquité les cavernes comme lieux de culte.